# Marco Buschmann
Marco Buschmann (ur. 1 sierpnia 1977 w Gelsenkirchen) – niemiecki polityk i prawnik, działacz Wolnej Partii Demokratycznej (FDP), poseł do Bundestagu, minister sprawiedliwości (2021–2024).

## Życiorys
Ukończył studia prawnicze na Uniwersytecie Fryderyka Wilhelma w Bonn. W 2004 i 2007 zdał państwowe egzaminy prawnicze I oraz II stopnia, pracował w międzyczasie w sądzie okręgowym w Essen. Doktoryzował się w 2016 na Uniwersytecie Kolońskim. Podjął praktykę w zawodzie adwokata, pracował m.in. w międzynarodowej firmie prawniczej White & Case.
W 1994 dołączył do FDP i jej organizacji młodzieżowej Junge Liberale. W latach 1997–2003 był wiceprzewodniczącym młodzieżówki w Nadrenii Północnej-Westfalii. Obejmował też różne stanowiska w strukturze partyjnej, w tym sekretarza generalnego w NRW (w 2012), członka federalnego komitetu wykonawczego (w 2013) i federalnego dyrektora wykonawczego (w 2014). W latach 2009–2013 po raz pierwszy sprawował mandat posła do Bundestagu. W wyniku wyborów w 2017 ponownie wybrany do niższej izby niemieckiego parlamentu. W 2021 z powodzeniem ubiegał się o poselską reelekcję.
W grudniu 2021 w nowo utworzonym rządzie Olafa Scholza objął stanowisko ministra sprawiedliwości. Urząd ten sprawował do listopada 2024, został wówczas odwołany wraz z innymi przedstawicielami FDP. W grudniu tegoż roku powołany na sekretarza generalnego partii; ustąpił z tej funkcji po wyborczej porażce liberałów w lutym 2025.